# Quinte (orgue)
Pour les articles homonymes, voir Quinte (homonymie).
La Quinte est un jeu d'orgue appartenant à la famille des mutations, à tuyaux de principaux, donnant la troisième harmonique de la fondamentale.
Quinte est en fait un nom générique qui ne désigne pas nécessairement un jeu d'orgue précis mais plutôt une famille de jeux d'orgue. Dans l'orgue classique français, la quinte de 2 pieds 2/3 à tuyaux de flûte ou de bourdon s'appelle toujours Nasard (ou Nazard), et le même jeu en 1 pied 1/3 parlant une octave plus haut, s'appelle toujours Larigot. On emploie le terme de quinte soit pour désigner un jeu de hauteur différente du larigot et du nasard ; il s'agira alors d'une Grande Quinte ou d'une Grosse Quinte (en 5 1/3 ou 10 2/3) ; soit pour désigner une quinte à tuyaux de principaux (que l'on trouvera en 5 1/3, 2 2/3, plus rarement en 1 1/3) mais cette dernière est rare dans l'orgue français.
En fait, les quintes principalisées de l'orgue français existent bien mais sont toujours cachées puisqu'elles servent à constituer les rangs impairs des Fournitures, Plein Jeux et Cymbales.
La quinte à tuyaux de principaux en tant que jeu isolé est surtout typique de l'orgue classique allemand et de l'orgue classique italien. Elle s'est ensuite largement répandue dans l'orgue américain. Dans l'orgue classique allemand les mutations sont presque toujours principalisées et dans l'orgue italien, la quinte est un des éléments constitutifs du ripieno décomposé. Dans les deux cas le son de ces quintes est toujours beaucoup plus perçant et présent que celui du Nasard français.
Il existe par ailleurs des quintes à tuyaux à anches, quinte de trompette, de bombarde ou du tuba. Ces jeux particulièrement puissants ne se trouvent que sur quelques orgues monumentaux aux États-Unis ou en Grande-Bretagne. Rarement l'on trouve aussi la Trompette en chamade 5 1/3' qui comme dans l'orgue Stahlhuth de Dudelange (Luxembourg) complète une batterie entière de chamades 16' 8' 4', ou dans l'orgue Oberthür (1985) de la cathédrale d'Auxerre (France), une chamade 2 2/3' - 5 1/3' qui complète les chamades 16', 8' et 4'.

## Dénominations
- Français : Nasard, Quinte, Larigot, Quinte Ouverte
- Allemand : Quinte, Kleinquinte, Gedecktquinte, Gemshornquinte, Gross Quint, Grossquintenbass, Hohlquinte, Julaquinte, Lieblichquinte, Nassatquinte, Offenflötenquinte, Offenquintflöte, Quintenbass, Quintflöte, Quintspitz, Quintviole, Rohrflötenquinte, Rohrquinte, Spitzquinte, Waldquinte
- Anglais : Quint, Cylinderquint, Flute Quint, Fullquinte, Grand Quint, Major Quinte, Octave Quint, Quint Bass, Quint Diapason, Sub Quint, Superquinte, ViolQuint, Twelfth, Open Twelfth, Cylinderquint, Echo Twelfth, Flute Quint, Gedeckt Twelfth, Geigen Twelfth, Gemshorn Twelfth, Major Twelfth, String Twelfth
- Italien : Quinta, Duodecima, Decimanona, Vigesimasesta
- Quintes de jeux d'anche : Bombard Quint, Quint Trumpet, Quinte Bombarde, Tromba Quint, Trombone Quint, Trompette Quinte, Trumpet Quint, Tuba Quint